# Sveučilište u Slavonskom Brodu
Sveučilište u Slavonskom Brodu (lat. Universitas Studiorum Marsoniensis) je visokoobrazovna ustanova sa sjedištem u Slavonskom Brodu. Ono je deveto javno sveučilište u Republici Hrvatskoj i najmlađe sveučilište.

## Povijest
Sveučilište u Slavonskom Brodu osnovano je Zakonom o osnivanju Sveučilišta u Slavonskom Brodu (NN 110/15) kojeg je Hrvatski sabor donio na sjednici 25. rujna 2015. godine, no s radom započinje tek 3. kolovoza 2020. godine kada je i službeno upisano i registrirano u sudskom registru.
Senat Sveučilišta u Osijeku trebao je donijeti odluku o pripajanju svojih sastavnica Slavonskom Brodu, međutim, Rektorski zbor (tada na čelu s rektorom Damirom Borasom) te je 2015. podnio prijedlog za pokretanje postupka za ocjenu suglasnosti s Ustavom Zakona o osnivanju Sveučilišta u Slavonskom Brodu. Ustavni sud na kraju ne prihvaća prijedlog za pokretanje postupka, a osječki senat nakon pet godina donosi jednoglasnu odluku o izdvajanju te se tako ispunjaju svi uvjeti za osnivanje brodskog sveučilišta.
Brodsko sveučilište nastaje spajanjem Veleučilišta u Slavonskom Brodu i Strojarskog fakulteta koji je bio u sastavu osječkog sveučilišta. U sastav ulazi i Studentski centar Slavonski Brod koji ima pravnu osobnost.
Na svečanoj sjednici, dana 22. listopada 2020., u Vijećnici Sveučilišta na kojoj su sudjelovali predstavnici Senata, gradonačelnik, župan Brodsko-posavske županije te nekoliko saborskih zastupnika, službeno je konstituiran Senat Sveučilišta. Također, 9. veljače 2021. godine osniva se Gospodarsko vijeće Sveučilišta u Slavonskom Brodu čija je glavna uloga biti poveznica između gospodarstva i Sveučilišta. 
Na šestoj sjednici Senata, 12. ožujka 2021. godine, proveden je izbor rektora te je za to mjesto izabran nekadašnji dekan Strojarskog fakulteta, prof. dr. sc. Ivan Samardžić.
Rast i razvoj Sveučilišta dovodi do uvođenja novih studijskih programa pa tako su 2022. godine predstavljeni novi studijski programi: preddiplomski sveučilišni studij ekoinženjerstvo i zaštita prirode, sveučilišni prijediplomski studij ekonomija i stručni prijediplomski studij informatika i informacijske tehnologije.

## Simbolika grba
Grb se sastoji od:
- Siluete portreta Ivane Brlić-Mažuranić, brodske spisateljice koja je svijetu ostavila neprocjenjivu kulturnu baštinu u vidu svojih djela; pogled u budućnost kaže da je bitno ono što dajemo/ostavljamo svijetu, a upravo je Ivana Brlić-Mažuranić svoja djela stvarala u Slavonskom Brodu
- Kružnice – pečati Sveučilišta su najčešće tog oblika; tim oblikom želi se sugerirati važnost institucije Sveučilišta
- Latinskog naziva sintagme „Sveučilište u Slavonskom Brodu": Universitas studiorum Marsoniensis – grb ima i inačicu na hrvatskom jeziku s arapskim brojevima, no ovakav grb simbolizira tradiciju i povijesno naslijeđe budući da je grad Slavonski Brod postojao kao Marsonia još u rimsko doba
- Godine osnutka Sveučilišta rimskim brojevima (MMXX), zbog povezanosti s latinskim jezikom
- Pletera oko grba koji simbolizira domoljublje i hrvatski identitet, a u zlatnoj verziji i Slavoniju jer predstavlja zlatovez
- Davanje značaja ženskoj osobi predstavlja modernu, inkluzivnu, rodno pravednu instituciju i pogled je unaprijed
- Simpatičnog zlatnog dukata (slavonsko sveučilište) koji se u vidu promotivnih materijala može darivati osobama od posebnog značaja za zajednicu.[5]

## Značaj
Sveučilište u Slavonskom Brodu ima izniman značaj za budući socioekonomski razvoj, ostanak i privlačenje mladih iz drugih krajeva Hrvatske, ali i susjedne Bosne i Hercegovine. Sedmi grad po veličini s bogatom metalurskom poviješću, poljoprivrednom i drvnom industrijom te dobrim prometnim položajem predstavljaju priliku za kontinuiran rast i razvoj. Sveučilište će razvijati i nove studijske programe sukladno potrebama tržišta rada.

## Međunarodna suradnja
Brodsko sveučilište provodi suradnju s mnogim međunarodnim znanstvenim i visokoškolskim ustanovama u područjima tehničke, biotehničke, prirodne i društvene znanosti te na interdisciplinarnom području. Neka od tih ustanova su Technical University of Košice (Slovačka), Faculty of Industrial Engineering, Robotics and Production Management (Rumunjska), Europski univerzitet Brčko distrikt (Bosna i Hercegovina), University of Veterinary Medicine Budapest (Mađarska), Uniwersytet Warszawski (Poljska) i dr.
Također dostupna je i međunarodna mobilnost studenata putem Erasmus+ i CEEPUS projekata te TEAM International Society udruge.

## Studiji i sastavnice
Strojarski fakultet
- Sveučilišni prijediplomski studij Strojarstvo
- Sveučilišni diplomski studij Strojarstvo
- Sveučilišni specijalistički studij Razvoj proizvoda i tehnologija
- Doktorski studij Strojarstva

Odjel društvenih i humanističkih znanosti
- Sveučilišni integrirani Učiteljski studij
- Sveučilišni prijediplomski studij Ranog i predškolskog odgoja i obrazovanja
- Sveučilišni diplomski studij Ranog i predškolskog odgoja i obrazovanja
- Sveučilišni prijediplomski studij Ekonomija
- Stručni prijediplomski studij Menadžment
- Stručni diplomski studij Menadžment

Tehnički odjel
- Stručni prijediplomski studij Proizvodno strojarstvo
- Stručni prijediplomski studij Informatika i informacijske tehnologije
- Stručni diplomski studij Energetika

Biotehnički odjel
- Sveučilišni prijediplomski studij Ekoinženjerstvo i zaštita prirode
- Stručni prijediplomski studij Bilinogojstvo
- Stručni diplomski studij Ekološka poljoprivreda i ruralni razvoj

Ostale sastavnice
- Studentski centar
- Studentski dom u Slavonskom Brodu

## Vanjske poveznice
- Web stranica sveučilišta
- Web stranica studentskog centra Slavonski Brod
- Facebook stranica studentskog centra Slavonski Brod
- Facebook stranica Sveučilišta
- Instagram stranica Sveučilišta